# Austerlitz (pel·lícula de 1960)
Austerlitz és una pel·lícula de 1960 dirigida per Abel Gance i protagonitzada per Jean Marais, Rossano Brazzi, Jack Palance, Claudia Cardinale, Vittorio de Sica, Orson Welles, Leslie Caron i Elvira Popescu. Pierre Mondy representa Napoleó en aquesta pel·lícula sobre la victòria a la batalla d'Austerlitz. Leslie Caron fa el paper de la seva amant, Élisabeth Le Michaud d'Arçon. Va formar part de la selecció oficial al Festival Internacional de Cinema de Sant Sebastià 1960.

## Sinopsi
La primera meitat de la pel·lícula cobreix la coronació de Napoleó com a Emperador i les seves maniobres polítiques mentre la segona part tracta de la batalla pròpiament dita, on venç a l'aliança de forces austríaques i russes en el seu passeig cap a l'est.

## Repartiment
- Pierre Mondy - Napoleó Bonaparte
- Martine Carol -Josephine de Beauharnais
- Claudia Cardinale - Paulina Bonaparte
- Leslie Caron - Mlle de Vaudey
- Vittorio De Sica - Papa Pius VII
- Elvire Popesco - Letizia Bonaparte
- Jean Marais - Carnot
- Michel Simon - Alboise
- Orson Welles - Robert Fulton
- Georges Marchal - Mariscal Jean Lannes
- Jack Palance - General Weirother
- Jean-Louis Trintignant - Ségur fill
- Rossano Brazzi - Llucià Bonaparte
- Jean Mercure - Talleyrand
- Anna Maria Ferrero - Elisa Bonaparte
- Ettore Manni - Joaquim Murat
- Anna Moffo - La Grassini
- Daniela Rocca - Carolina Bonaparte
- Janez Vrhovec - Francesc II d'Alemanya
- Roland Bartrop - Lord Nelson

## Curiositat
Jean Ledrut va reclamar que la seva partitura havia estat plagiada com el 1962 hit de música pop "Telstar" a pesar que l'argument va ser finalment rebutjat.

## Versions
La versió francesa original té una durada més llarga que la versió internacional doblada a l'anglès. La versió francesa conté escenes extres que inclouen una amb Napoleó visitant la seva amant i de Jean-Louis Trintignant representant la coronació amb ninots per al personal de palau.